# Elisabet av Anhalt
Elisabet av Anhalt, född 15 september 1563 i Zerbst, död 8 november 1607 i Crossen, var kurfurstinna av Brandenburg, gift 1577 med kurfurst Johan Georg av Brandenburg.
Elisabet var dotter till furst Joakim Ernst av Anhalt (1536–1585) i första äktenskapet med Agnes av Barby, dotter till greve Wolfgang I av Barby. Hon var som kurfurstinna en beskyddare åt forskaren Leonhard Thurneysser. Hon blev svårt medtagen av alla förlossningar hon som gift tvingades gå igenom. Som änka pensionerade hon sig på sitt änkesäte, Crossens slott.